# Nature Reviews Rheumatology
Nature Reviews Rheumatology, abgekürzt Nat. Rev. Rheumatol., ist eine Fachzeitschrift, die von der Nature Publishing Group herausgegeben wird. Die Erstausgabe erschien im November 2005. Bis zum März 2009 hieß die Zeitschrift Nature Clinical Practice Rheumatology. Derzeit werden zwölf Ausgaben im Jahr publiziert. Die Zeitschrift veröffentlicht Übersichtsartikel aus allen Bereichen der Rheumatologie.
Der Impact Factor des Journals lag im Jahr 2014 bei 9,845. Nach der Statistik des ISI Web of Knowledge wird das Journal mit diesem Impact Factor in der Kategorie Rheumatologie an zweiter Stelle von 32 Zeitschriften geführt.
Chefherausgeberin ist Jenny Buckland, die beim Verlag angestellt ist.